# Björn Otto
Björn Otto (født 16. oktober 1977) er en tysk tidligere stangspringer. 

## Sportskarriere
Ottos første store internationale resultater som senior kom ved Universiaderne i 2003 (bronze) og 2005 (guld). I 2007 vandt han bronze i stangspring ved indendørs-EM, og året efter vandt han først sølv ved VM indendørs og derpå sølv ved EM udendørs.
Han var derfor blandt favoritterne ved OL samme år i London sammen med franske Renaud Lavillenie, der havde besejret ham ved EM. I indledende runde gik han akkurat videre til finalen efter at have sprunget 5,50 m uden nedrivninger, og i finalen kom han sammen med landsmanden Raphael Holzdeppe og Lavillenie som de eneste over 5,85 m, så medaljerne skulle fordeles mellem disse tre. De to tyskere kom begge over 5,91 m, men nåede ikke højere, mens Lavillenie kom over 5,97 og vandt dermed guld. Otto fik sølv, da han havde færrest nedrivninger af de to tyskere, og Holzdeppe fik bronze.
Han modtog den højeste idrætspris i Tyskland, Silbernes Lorbeerblatt, for sin OL-medalje, og året efter vandt han EM-sølv indendørs og VM-sølv udendørs. Dette blev hans sidste internationale medalje, og han indstillede karrieren i 2016 efter flere skader. Hans bedste resultat blev et spring på 6,01 m, som han klarede i september 2012, var ny tysk rekord i stangspring, og denne rekord stod fortsat i sommeren 2020.

## Civil karriere
Björn Otto studerede biologi, men efter indstillingen af sin sportskarriere gjorde han en hobby til sit erhverv, da han blev pilot. Han arbejdede for flyselskabet Sun Express, hvor han dog blev afskediget i foråret 2020.